# Petro Juchymovyč Šelest
Petro Juchymovyč Šelest (in ucraino Петро Юхимович Шелест?, in russo Пётр Ефимович Шелест?, Pëtr Efimovič Šelest; Andreevka, 14 febbraio 1908, 1º febbraio del calendario giuliano – Mosca, 22 gennaio 1996) è stato un politico sovietico.

## Biografia
Iscritto al Partito Comunista di tutta l'Unione dal 1928, fece parte del Comitato Centrale del PCUS dal 1961 al 1975 e del Presidium (poi Politburo) dal 1964 al 1973. Dal 1963 al 1972 fu inoltre Primo segretario del Partito in Ucraina.